# ガン&トークス
『ガン&トークス』（原題：킬러들의 수다）は、2001年10月12日公開の韓国映画。日本では2003年にエスピーオーの配給で公開された。原題の直訳は「キラー（殺し屋）達のおしゃべり」。
映画監督チャン・ジンの名前を世間に知らしめると共に、俳優シン・ヒョンジュン再評価のきっかけとなった。一見スタイリッシュなアクション映画に見えるが、チャン・ジン特有のウィット、レトリックに満ちた作品であり、善と悪を問う哲学的テーマが物語の背景にある。上映時間120分。

## ストーリー
リーダーの長男サンヨン、冷静な次男ジェヨン、ナンパな三男ジョンウ、そしてサンヨンの実弟でもある末っ子ハヨンの4人は、殺し屋の義兄弟だ。

彼らは郊外の一軒家を根城にし、マネージメントを仕切るチュ氏アジョシから依頼を受けて仕事をしていた。

近頃、仕事中に調子の狂う出来事が頻発、サンヨンは機嫌を害していたが、久々に大きな仕事が舞い込んでくる。

それは、各界著名人が招待されるオペラの上演中に、ある人物を暗殺することだった。

銃器を準備し、綿密に計画を練ったサンヨンたちだったが、以前から彼らに目を付けていた特捜部のチョ検事は、厳重な警備体制を敷いて、一網打尽にしようと企んでいた。

暗殺計画実行の当日、狙撃された男と依頼人の意外な関係が明らかにされるが、サンヨンはチョ検事に追い詰められる。

## キャスト
- サンヨン：シン・ヒョンジュン（吹替：大塚明夫）※主演
- ジョンウ：シン・ハギュン（吹替：檜山修之）
- ジェヨン：チョン・ジェヨン（吹替：三木眞一郎）
- チョ検事：チョン・ジニョン（吹替：堀内賢雄）
- ハヨン：ウォンビン（吹替：浪川大輔）
- 女子高生ヨイル：コン・ヒョジン
- 暴走族：リュ・スンボム
- タク・ムンベ：ソン・ヒョンジュ
- 女優ファイ：オ・スンヒョン
- チュ氏アジョシ（おじさん）：ユン・ジュサン

## スタッフ
- 製作：カン・ウソク
- 監督＆脚本：チャン・ジン
- 撮影：ホン・ギョンピョ
- 音楽：ハン・ジェゴン
- 編集：キム・サンボム

## 関連出版物
- コミック版『킬러들의 수다』全三巻
- 作：チャン・ジン
- 作画：ソ・ソッグン

映画をベースにしているが、物語やキャラクター設定などに大きく異なる部分がある。特にジェヨンは映画とは全く異なる肥満の大男、三枚目として描かれ、凄腕スナイパーとしての設定が追加された。